# Samurai Shodown
Samurai Shodown (Samurai Spirits in Japan) ist der Name einer Fighting-Game-Serie von SNK, die ursprünglich für die Neo-Geo-Automaten und -Spielkonsole erschien. Die ursprüngliche Reihe war in 2D gehalten und hatte vier Nachfolger; daneben erschienen mehrere Spiele in 3D-Grafik für das Hyper Neo Geo 64.

## Überblick
Die Handlung der Serie ist im Japan des 18. Jahrhunderts angesiedelt. Die ersten vier Ausgaben spielen in den Jahren 1788 und 1789. Zu den für diese Zeit typischen Figuren, die teils reale Vorbilder haben, wurden auch Kämpfer aus anderen Ländern (teilweise solchen, die zu der Zeit noch gar nicht existierten), sowie Monster eingebaut. Die Handlungen der Spiele sind sehr unterschiedlich, jedoch drehen sich alle um die gleiche Gruppe von Charakteren und einer Region in Japan.

### Wirkung des Spiels
Samurai Shodown war neben Mortal Kombat das erste Fighting-Game, das nicht auf dem klassischen Kampfsystem des damals dominanten Street Fighter II aufsetzte. Stattdessen führte SNK ein neues System mit Veränderungen im Gameplay ein, in dem vor allem die Waffen und die „Rage Gauge“ (ein Balken, der sich durch eingesteckte Schläge auflädt und die Kampfkraft des betreffenden Charakters erhöht sowie eine besonders effektive Attacke einmalig freischaltet) für Abwechslung und taktischen Tiefgang sorgten. Samurai Shodown ist eines der Spiele mit den größten animierten 2D-Sprites.
Musikalisch stellt die Serie sich eigenständig dar: Der entsprechend der Figuren ausgewählte Hintergrundsoundtrack wechselt von Rock, der bei amerikanisch orientierten Charakteren verwandt wird, über orchestrale Arrangements mit Renaissance-Instrumenten. Die Stücke mancher japanischer Charaktere bestehen meist aus sehr reduzierten asiatischen Musikbegleitungen von Querflöten sowie mittelalterlichen Saiteninstrumenten. Diese werden oft zusätzlich von Gesang begleitet.

### Gewaltdarstellung
Im Spiel kann (in den Neo-Geo- und Neo-Geo-CD-Versionen) zum Kampfabschluss durch bestimmte Angriffe der Gegner in zwei Hälften geschlagen werden, woraufhin dessen Leichnam anschließend unter hämischen Siegessprüchen des Siegers auf einer abgedeckten Bahre abtransportiert wird. Der Hersteller SNK sah in den Teilen zwei und drei davon ab, dieses Feature erneut zu verwenden. Auch in die Super-Nintendo-, Game-Boy- und Mega-Drive-Versionen des Erstlings wurde es nicht übernommen. Die Neo-Geo-Variante von Samurai Shodown II benutzt zur Darstellung, je nach eingestellter Sprachversion, entweder rotes oder grünes Blut. Wird das Spiel in Englisch betrieben ist dieses grün, in der japanischen Version rot.

## Serie
- Samurai Shodown / Samurai Spirits
- Samurai Shodown II / Shin Samurai Spirits: Haōmaru Jigoku-hen
- Samurai Shodown RPG / Shinsetsu Samurai Spirits: Bushido Retsuden
- Samurai Shodown III / Samurai Spirits: Zankuro Musou Ken
- Samurai Shodown IV – Amakusa's Revenge / Samurai Spirits: Amakusa Kourin
- Samurai Shodown!

Eine Adaption von Samurai Shodown IV für das Neo Geo Pocket Color
- Samurai Shodown 64 / Samurai Tamashii: Samurai Spirits
- Samurai Shodown 64 II / Samurai Spirits 2: Asura Zanmaden
- Samurai Shodown II!

Eine Adaption von Samurai Shodown 64 II für das Neo Geo Pocket Color
- Samurai Shodown – Warrior's Rage
- Samurai Shodown V / Samurai Spirits Zero
- Samurai Shodown V Special / Samurai Spirits Zero Special
- Samurai Shodown VI / Wii-exklusiv auf der Samurai Shodown Anthology
- Samurai Shodown (2019) / PlayStation 4, Xbox One, Windows, Nintendo Switch, Google Stadia
- Samurai Shodown Neo Geo Collection (2020) / PlayStation 4, Xbox One, Windows, Nintendo Switch

## Sonstiges
- Auf der Verpackung der Sega-Mega-CD-Version des ersten Teils hat sich ein grober Fehler eingeschlichen: Dort ist auf einem Bildschirmfoto der Kämpfer Earthquake zu sehen, der allerdings in der Mega-CD-Version gar nicht vorhanden ist.
- Der schwarz gewandete Schiedsrichter, der im Hintergrund der Arenen bei jedem Treffer die Fahnen zur „Punktverteilung“ hebt, ist im zweiten Teil der Reihe als geheime Spielfigur eingebaut und durch einen speziellen Kniff als Gegner bekämpfbar.

## Adaption
Die Kampfspiel-Saga wurde 1994 als Anime unter dem Titel Samurai Shodown – The Motion Picture umgesetzt. Weiterhin erschien 1999 eine zweiteilige OVA namens Samurai Spirits 2.